# Heinrich von Kleist
Bernd Heinrich Wilhelm von Kleist (Frankfurt an der Oder, 18 de Outubro de 1777 – Berlim-Wannsee, 21 de novembro de 1811) foi um poeta, romancista, dramaturgo e contista alemão. É conhecido por sua comédia O Jarro Quebrado, pela tragédia Pentesileia bem como por sua novela Michael Kohlhaas.

## Biografia

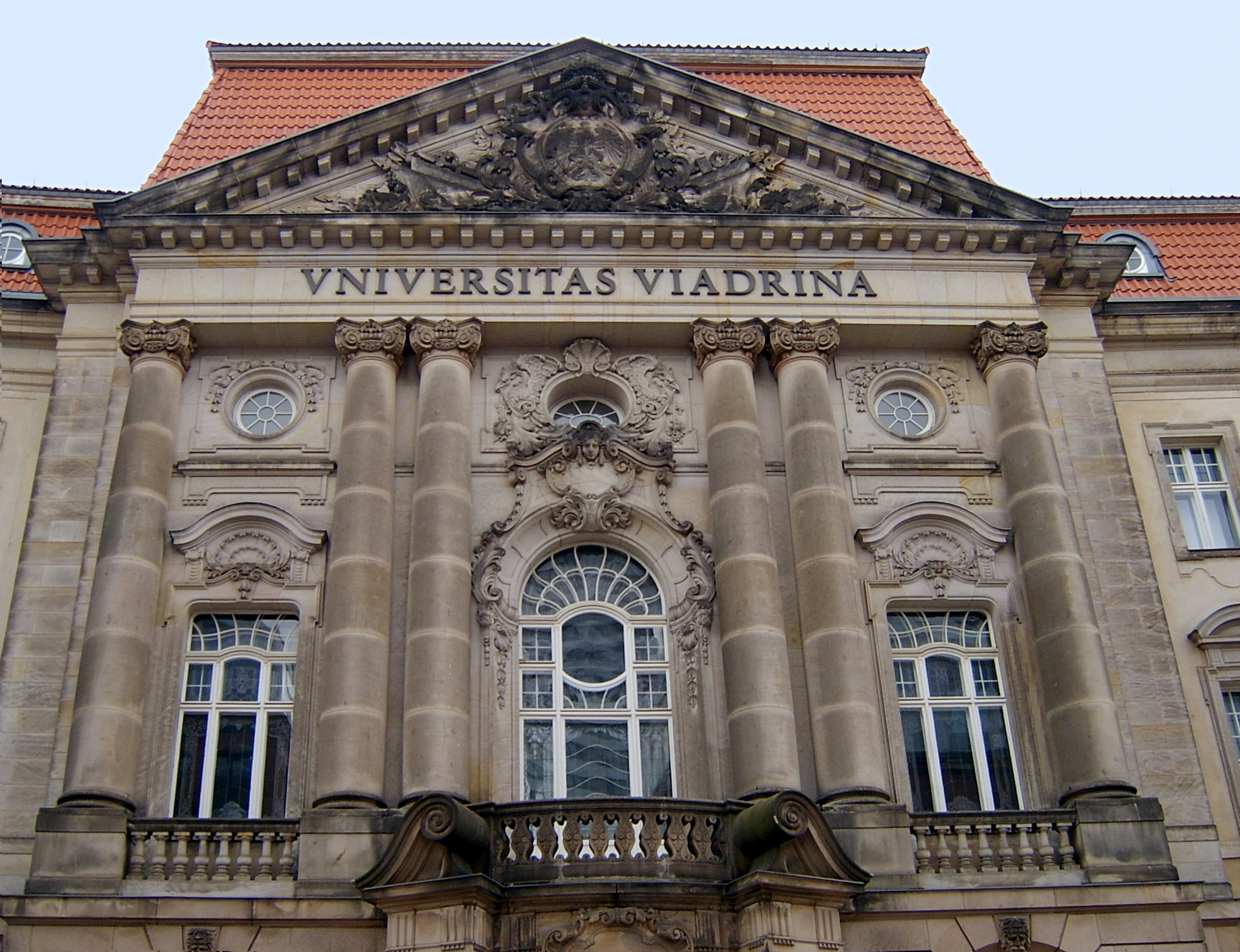
Universidade Viadrina, em Frankfurt an der Oder

Heinrich von Kleist nasceu na família von Kleist em Frankfurt an der Oder, na Prússia. Após a morte de seu pai, em 1788, o jovem foi educado por um professor de uma escola secundária francesa chamado Samuel Heinrich Catel. Por meio desta educação é que ele provavelmente se interessou pelas obras dos poetas clássicos e dos filósofos do esclarecimento, com as quais ele ainda iria se ocupar durante seu período no exército.
Em junho de 1792, seguindo a tradição familiar, Kleist ingressa no exército prussiano, atuando na campanha do Reno de 1796 contra o exército do então governo revolucionário da França. Apesar de receber a patente de tenente em 1797, ele abandona as forças armadas em 1799 manifestando abertamente — para desgosto de sua família — a intenção de orientar seu plano de vida no sentido de uma formação espiritual e de estudos científicos.
Em abril de 1799, Kleist é admitido na Universidade Viadrina, em Frankfurt an der Oder, onde estuda física, matemática, latim e cameralismo — predecessora da moderna ciência de administração. Contudo, já no ano seguinte ele interrompe os estudos e começa a trabalhar como estagiário no Ministério das Finanças em Berlim. A razão de tal interrupção brusca depois de apenas três semestres de estudos e que em nada corresponde aos seus planos originais reside em uma exigência imposta pela família de Wilhelmine von Zenge, que o então jovem estudante conhecera em 1799 e de quem tornara-se noivo já no início de 1800.

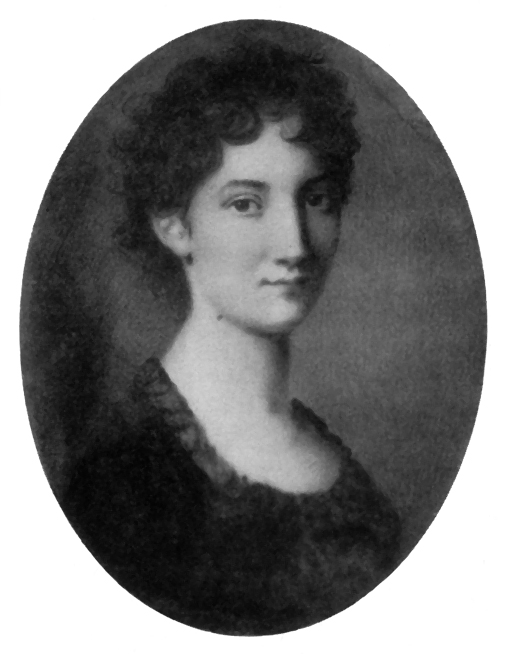
Wilhelmine von Zenge, noiva de Kleist

No início de 1801, Kleist parte com sua irmã Ulrike em uma longa viagem para Paris e em abril de 1802 se fixa na Suíça, onde trabalha na tragédia A Família Schroffenstein e inicia a escrita da comédia O Jarro Quebrado. Por volta desta época ele também termina o noivado com Wilhelmine. No outono deste ano, Kleist retorna à Alemanha e conhece Goethe e Schiller em Weimar, permanece algum tempo em Leipzig e Dresden e segue para Paris no outono de 1803, mas logo em seguida, em dezembro deste mesmo ano, já volta para a Alemanha.
Em 1804, Kleist trabalha por um curto período de tempo no Departamento de Finanças de Berlim, e em maio de 1805, é transferido para Königsberg, onde termina o Jarro Quebrado e trabalha na comédia Anfitrião, na tragédia Pentesileia, na novela Michael Kohlhaas e no conto O Terremoto no Chile.
Durante uma viagem a caminho de Berlim, em janeiro de 1807, Kleist é detido como espião por agentes franceses, sendo enviado para a França, onde é mantido prisioneiro seis meses no Châlons-sur-Marne. Durante este tempo presumivelmente escreveu a novela A Marquesa de O... e continuou o trabalho com Pentesileia.
Depois de agosto de 1807, quando foi libertado, Kleist segue para Dresden, onde conhece, entre outros, os românticos Caspar David Friedrich e Ludwig Tieck. Em janeiro de 1808, juntamente com Adam Heinrich Müller, lança ainda a revista literária Phöbus. A revista durou pouco mais de um ano, e teve de ser encerrada por razões financeiras. Em dezembro deste mesmo ano, sob o impacto das recentes conquistas napoleónicas, Kleist completa o drama Die Hermannsschlacht (“A batalha de Armínio”, texto ainda sem tradução para o português), que tem como tema a Batalha da Floresta de Teutoburgo e expressa um forte conteúdo nacionalista.
Em maio de 1809, o escritor segue para Praga, com a intenção de fundar um jornal semanal com o título Germânia, que deveria ser um órgão de divulgação de escritos políticos de caráter patriótico. Contudo, depois da capitulação da Áustria perante das forças de Napoleão, o projeto mostrou-se impraticável. Em novembro do mesmo ano, Kleist volta a Frankfurt an der Oder e de lá segue para Berlim, onde permanece até sua morte.

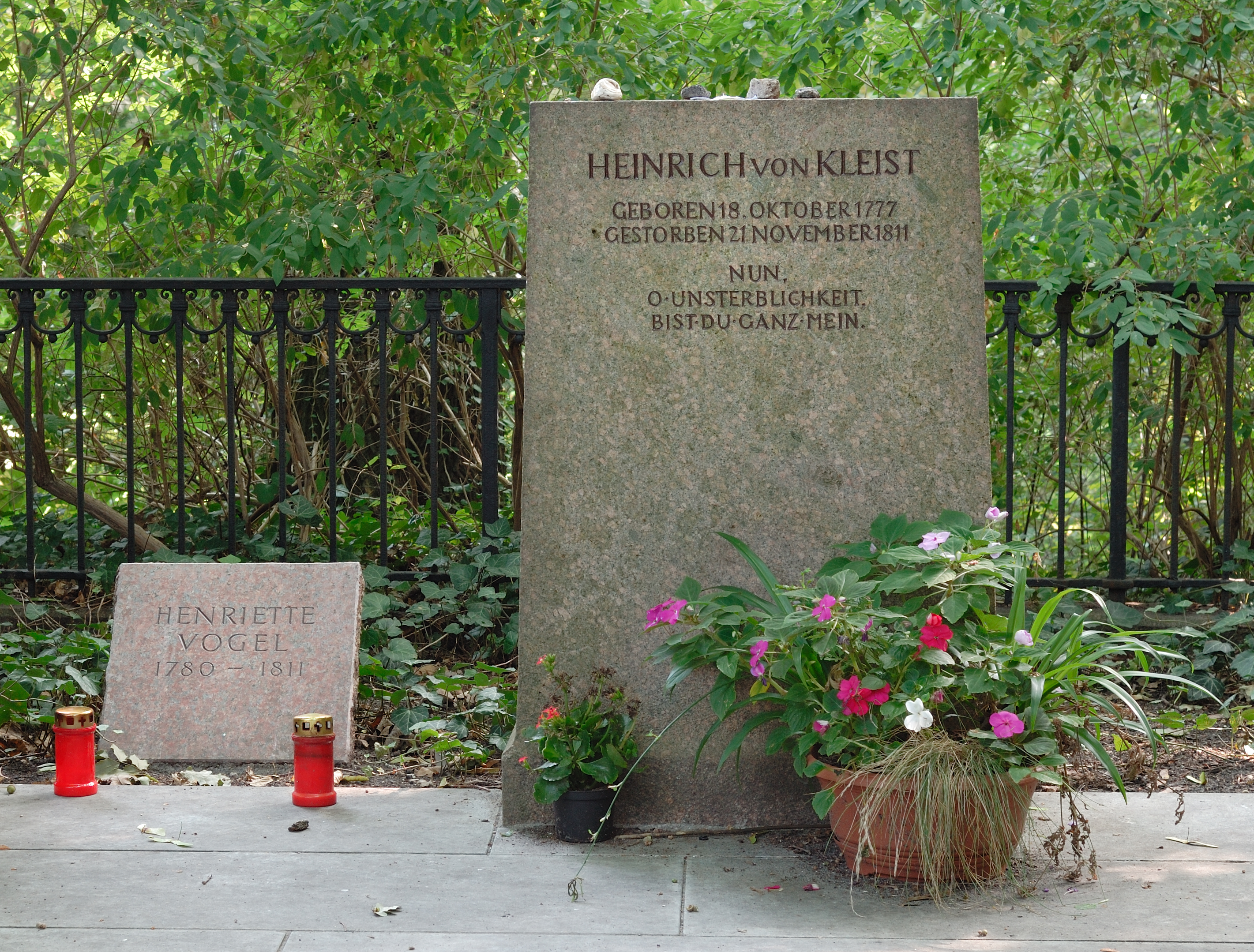
Lápides de Kleist e Henriette Vogel em Berlim

Em abril de 1810, é publicado seu primeiro livro de novelas "interessantes e adiantadas em relação a seu tempo", contendo, entre outras, as narrativas A Marquesa de O..., Michael Kohlhaas e O Terremoto no Chile. Em outubro deste ano, Kleist dá início a um segundo projeto jornalístico, a Folha da Tarde Berlinense, o qual, no entanto, é suspenso em 1811 devido à censura.
No final de 1811, pouco depois de completar 34 anos, o escritor enfrentava sérias dificuldades financeiras. Profundamente triste e amargurado, Kleist planeia cometer suicídio e encontra companhia na sua amiga Henriette Vogel, então martirizada por um cancro. O escritor leva a cabo a intenção de ambos no dia 21 de novembro de 1811, nas margens do pequeno Wansee, atirando primeiro em sua companheira e depois em si próprio.

## Obra
Sua primeira tragédia, A família Schroffenstein, aborda duas oposições centrais que também estarão presentes nas outras criações de Kleist: o destino vs. o acaso e a opinião subjetiva vs. a realidade objetiva. Sua segunda tragédia, Pentesiléia, foi inspirada em três trabalhos do poeta Eurípides (Medéia, Hipólito e As Bacantes) e narra a história da rainha das Amazonas que, em meio à guerra de Troia, apaixona-se por Aquiles e termina por matá-lo em combate, suicidando-se em seguida.
Devido à linguagem em estilo elevado, às cenas de batalhas impossíveis de serem representadas naquela época e à atmosfera de crueldade da peça, esta não fez sucesso durante a vida de Kleist, só vindo a ser encenada pela primeira vez em 1876, em Berlim. Contudo, mais bem-sucedida que ambas foi sua peça romântica Catarina de Heilbronn ou a Prova de Fogo, um drama poético que se passa na época medieval repleto de mistérios e que manteve sua popularidade.
No campo das comédias, a criação de maior destaque e certamente também a peça pela qual Kleist se tornou mais conhecido foi O Jarro Quebrado, que estreou em Weimar em 1808, sob a direção de ninguém menos que Johann Wolfgang von Goethe. Sua outra comédia, Anfitrião, é uma adaptação do trabalho homônimo de Molière.
Sobre seus outros dramas, A Batalha de Armínio possui muitas referências às condições políticas de seu tempo, e manifesta claramente uma posição fortemente nacionalista e contrária ao regime napoleônico. Contudo, só foi publicada postumamente em 1821 em uma coletânea organizada por Ludwig Tieck, juntamente com o drama Príncipe Friedrich Homburg.
Kleist também foi um grande ficcionista, e a novela Michael Kohlhaas, inspirada na busca por justiça do comerciante de cavalos da vida real Hans Kohlhase, foi considerada uma das mais importantes da língua alemã. Além desta, outras narrativas também tiveram importância significativa, como O Terremoto no Chile e A Marquesa de O.... Kleist também compôs diversos poemas de conteúdo patriótico no contexto das invasões napoleônicas. Vários de seus textos foram adaptados para o cinema.

## Legado e Influências
De modo geral, pode-se dizer que as obras de Kleist tiveram uma repercussão duradoura, embora bastante controvertida. Embora estivesse imerso em um contexto romântico, Kleist subverte alguns clichês do romantismo e apresenta indivíduos em momentos de crises e dúvidas, que resultam em desfechos tanto trágicos quanto cômicos.

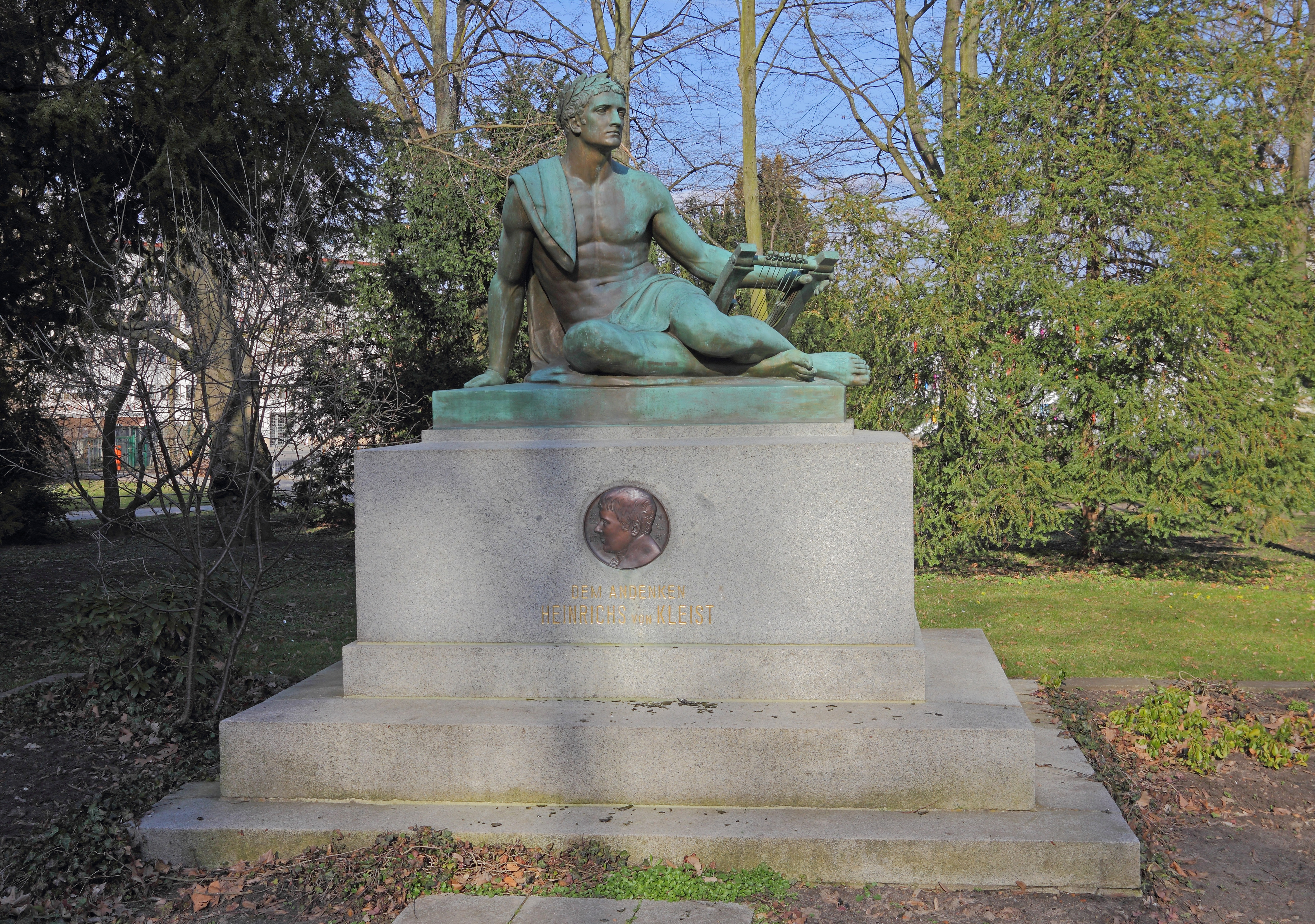
Memorial Heinrich von Kleist em Frankfurt an der Oder

Por um lado, o escritor é visto como um precursor do drama moderno por conta da atenção detalhada dispensada às causas reais das crises emocionais de seus personagens. Contudo, sua obra também foi apropriada por ideólogos do nacional-socialismo, que o interpretaram como uma espécie escritor proto-nazista devido ao forte teor nacionalista de alguns de seus escritos (em especial A Batalha de Armínio), onde julgam entrever também uma prefiguração da defesa da subordinação do indivíduo ao serviço da nação. Vale ressaltar ainda que suas narrativas curtas tiveram grande influência na obra de Franz Kafka, que nutria por Kleist grande admiração.

### Kleist na Literatura e na Língua Portuguesas
Muito embora seja um escritor de grande destaque na literatura alemã, não há nenhum registro significativo de que ele tenha exercido influência ou suscitado repercussão no âmbito das literaturas de língua portuguesa, sendo que algumas obras suas sequer foram ainda traduzidas para o português. Abaixo segue uma pequena lista com algumas traduções de suas obras em Portugal e no Brasil (algumas edições encontram-se esgotadas):
- Anfitrião: uma comédia segundo Molière. Trad. de Aires Graça e Anabela Mendes. Lisboa: Cotovia, 1992.
- A bilha quebrada. Trad. de Berta Silva. TEP - Teatro Experimental do Porto/Teatro Sá da Bandeira, Porto, 1958, encenação de Augusto Gomes; Centro Cultural de Évora/Teatro Garcia de Resende, Évora, 1980, encenação de Luís Varela.
- Michael Kohlhaas – O rebelde. Trad. Egipto Gonçalves. Lisboa: Antígona, 2004.
- A Marquesa de O.../ O Terramoto no Chile. Trad. José Miranda Justo. Lisboa: Antígona, 1985.
- A Marquesa D'O... e outras estórias. Trad. Cláudia Cavalcanti. Rio de Janeiro: Imago, 1992.
- Pentesileia. Trad. Rafael Gomes Filipe. Porto: Porto Ed., 2003.
- O Príncipe de Homburgo. Versão port. de Goulart Nogueira. Lisboa: Ed. Contraponto, s. d. (Coleção Teatro de Bolso).
- Sobre o Teatro de Marionetas. Versão port. de José Filipe Pereira. Estarreja: Ed. Acto, Instituto de Arte Dramática, 1998.
- Sobre o teatro de Marionetas e outros escritos. Trad. de José Miranda Justo. Lisboa: Antígona, 2009.
- A propósito do teatro de Marionetes. Trad. de Christine Röhrig. São Paulo: N-1 Edições, 2011.
- Michael Kohlhaas. Trad. Marcelo Backes. Rio de Janeiro: Civilização Brasileira, 2014.
- Michael Kohlhaas. Trad. Marcelo Rondinelli. São Paulo: Grua Livros, 2014.